# Interestatal 355
La Interestatal 355 (abreviada I-355) es una autopista interestatal ubicada en el estado de Illinois. La autopista inicia en el sur desde la I 80     en New Lenox hacia el norte en la I 290     en Itasca. La autopista tiene una longitud de 52,3 km (32.5 mi).

## Mantenimiento
Al igual que las carreteras estatales, las carreteras federales, la Interestatal 355 es administrada y mantenida por el Departamento de Transporte de Illinois por sus siglas en inglés IDOT.

## Cruces
La Interestatal 355 es atravesada principalmente por la US 6  , I 55 , US 34 y I 88 .